# Île aux Pigeons
Ne doit pas être confondue avec Pigeon Island, île et parc national du Sri Lanka
L'île aux Pigeons est une petite  île inhabitée de l'archipel français de Saint-Pierre-et-Miquelon, au sud de l'île canadienne de Terre-Neuve, en Atlantique nord.

## Géographie

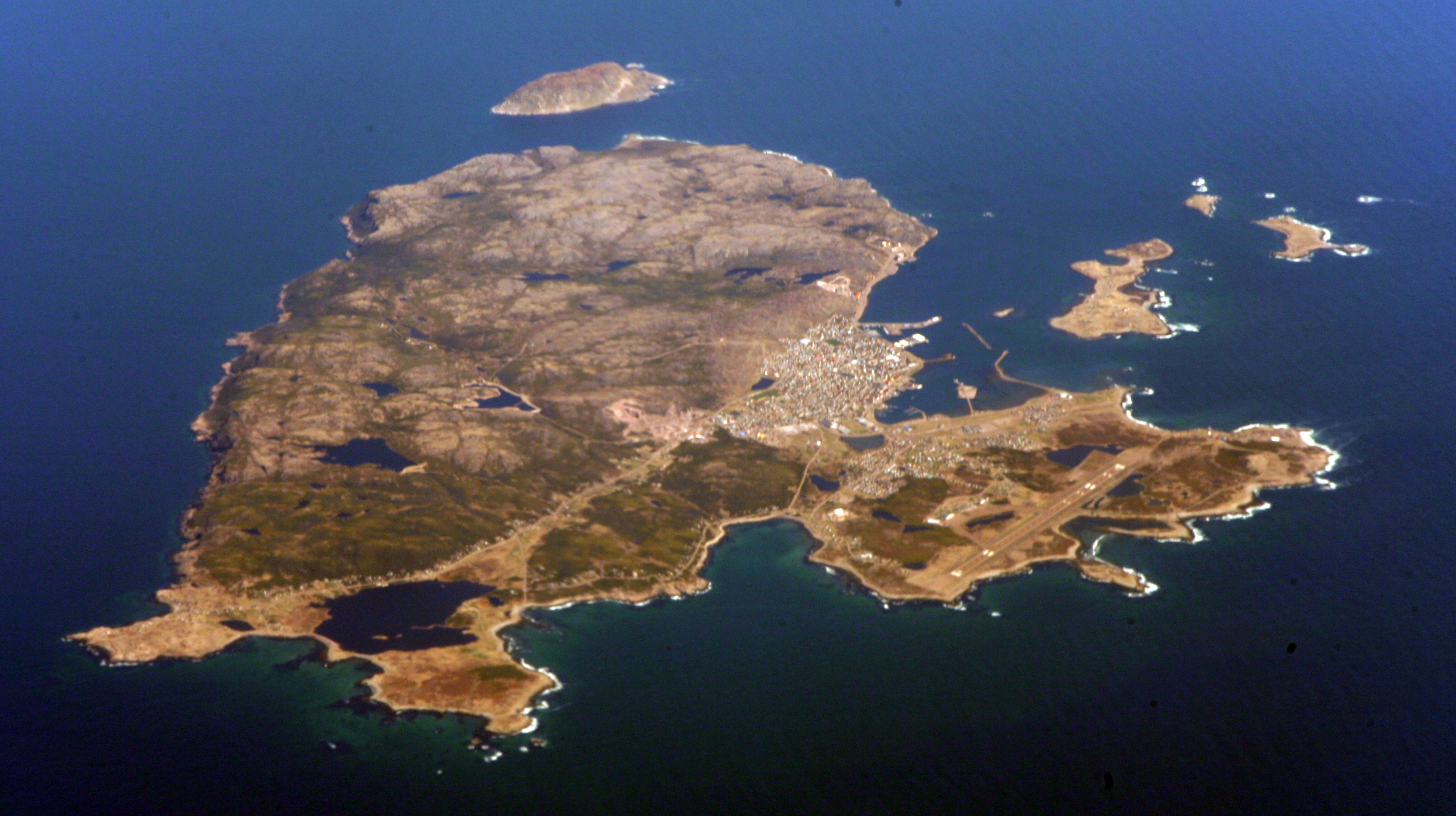
Photo aérienne de l'île Saint-Pierre, avec en haut à droite l'île aux Pigeons, juste au dessus de l'île aux Marins et de l'île aux Vainqueurs.

Elle est située à moins de 2 km à l'est de l'île de Saint-Pierre (où se trouve la majorité de la population de l'archipel), non loin de la passe principale (nord) d'entrée de son port, à 600 m au nord-est de l'île aux Marins et à 600 m au nord de l'île aux Vainqueurs, deux îles dont elle est séparée par une passe peu profonde et agitée, la passe Normande.
L'île aux Pigeons, à la côte rocheuse, présente une forme grossière de losange, elle mesure dans sa plus grande longueur (sur un axe grossièrement nord-sud) environ 300 m et environ 250 m dans sa plus grande largeur (sur un axe grossièrement ouest-est) pour une superficie de 4 hectares. Elle est légèrement en pente avec une hauteur maximale d'une vingtaine de mètres au nord-ouest pour une hauteur maximale de 7 à 12 mètres au sud-est. Elle est recouverte d'une herbe rase. L'île est abordable par sa pointe sud, qui présente une petite langue de sable et galets.

## Histoire
Non habitée, Edgar Aubert de la Rüe mentionne dans son ouvrage Saint-Pierre et Miquelon: Un coin de France au seuil de l'Amérique (1963) que l'île « possédait autrefois, dit-on, une ferme. Il n'en reste plus aucune trace ».
Sur des cartes du XVIIe, l'île était nommée Isle Canaille ou Isle de Canaille. Son nom actuel (ou île Pigeon) apparait sur des cartes de la fin du XVIIIe Si dans l'archipel les guillemots sont appelés pigeons de mer, on ne sait pas si c'est l'origine du nom de l'île.  